# Сомалийские банту

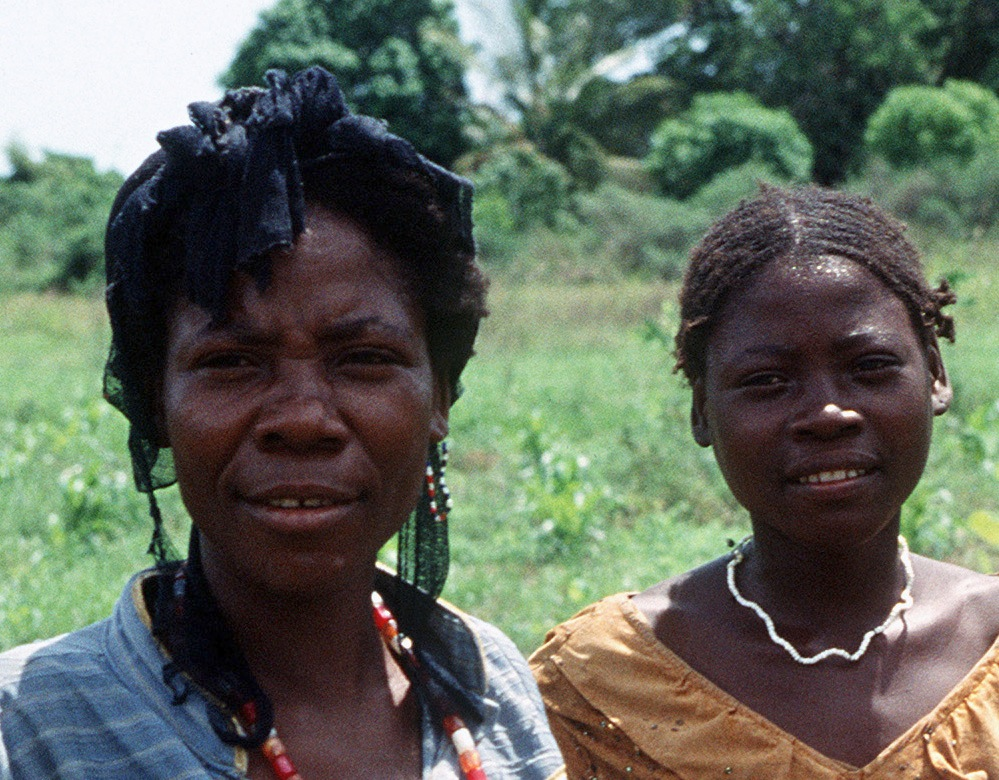
Семья сомалийских банту близ Кисмайо

Сомалийские банту (также джарир, гоша и мушунгули) — этническое меньшинство в Сомали, проживающее в южной части страны у рек Джубба и Уэби-Шабелле. Они являются потомками нескольких бантоидных народов, большинство из которых были проданы в рабство из Юго-Восточной Африки в Сомали и другие страны Северо-Восточной Африки и в Азию арабами. Банту этнически, фенотипически и культурно отличны от народа сомали, они оставались маргинальным сословием.
Сомалийских банту не следует путать с людьми народа суахили, которые живут в приморских городах и говорят на диалектах бантоидного языка суахили.
Численность сомалийских банту до гражданской войны была около 80 000, большинство из которых проживало между реками Джуба и Уэби-Шабелле, а последние исследования содержат цифры около 900 000 человек.

## Этимология
Словосочетание «сомалийские банту» — это этноним, придуманный поставщиками гуманитарной помощи вскоре после окончания гражданской войны в 1991 году для различения народа банту в Сомали, которому требовалась срочная помощь, и других бантоидных народов по всей Африке, которым срочное вмешательство не было нужно. Этот неологизм попал в СМИ. До гражданской войны этих людей называли просто «банту», а также «гоша», «мушунгули» или «джарир».

## История

### Происхождение
Около 2500—3000 лет назад носители прабанту начали тысячелетнюю миграцию на восток от своего изначального места проживания на территории современных Нигерии и Камеруна. Они отправились в Центральную Африку, южную и восточную часть континента.
Вероятно, некоторое количество сомалийских банту являются потомками переселенцев с запада Африки, хотя большинство происходят от банту, населивших юго-восточную часть континента, и позже проданных в рабство арабами.

### Работорговля

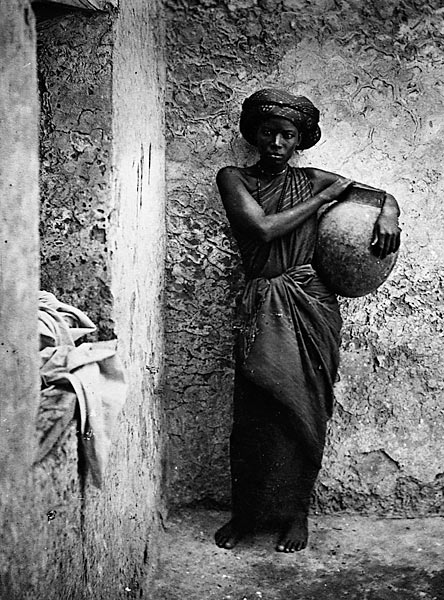
Рабыня-банту в Могадишо (1882—1883).

Работорговля по Индийскому океану имела несколько направлений и со временем менялась. Для удовлетворения спроса арабские работорговцы увозили множество чернокожих силой в Египет, на Аравийский полуостров, Персидский залив, Индию, на Дальний Восток, острова Индийского океана, в Эфиопию и Сомали.
С 1800 по 1890 от 25 000 до 50 000 чёрных африканских рабов были проданы на Занзибарском рынке в Сомали. Большинство рабов было из народов яо, зарамо, ньяса, зигула, макуа из Танзании, Мозамбика и Малави, а также миджикенда из Конго. Совокупность этих народов называется «мишунгули», это зигульское слово «люди», которое также означает «работник», «иностранец» и «раб».

### XIX—XX века
Рабы-банту работали на плантациях сомалийцев у рек Уэби-Шебеле и Джуба, собирая зерновые и хлопок.
В 1840-х первые беглые рабы стали селиться в долине Джуббы. К началу 1900-х там жили около 35 000 человек.
Итальянское колониальное правительство отменило рабство в Сомали в начале XX века, Хотя некоторые банту оставались в рабстве до 1930-х, продолжая испытывать презрение и дискриминацию.
Банту также продолжали заниматься принудительным трудом на итальянских платанциях, тогда как сомалийцы отвергали «умственный труд», а также потому, что итальянцы считали сомалийцев более высокой расой, чем банту.

## Современная ситуация

### Общая информация

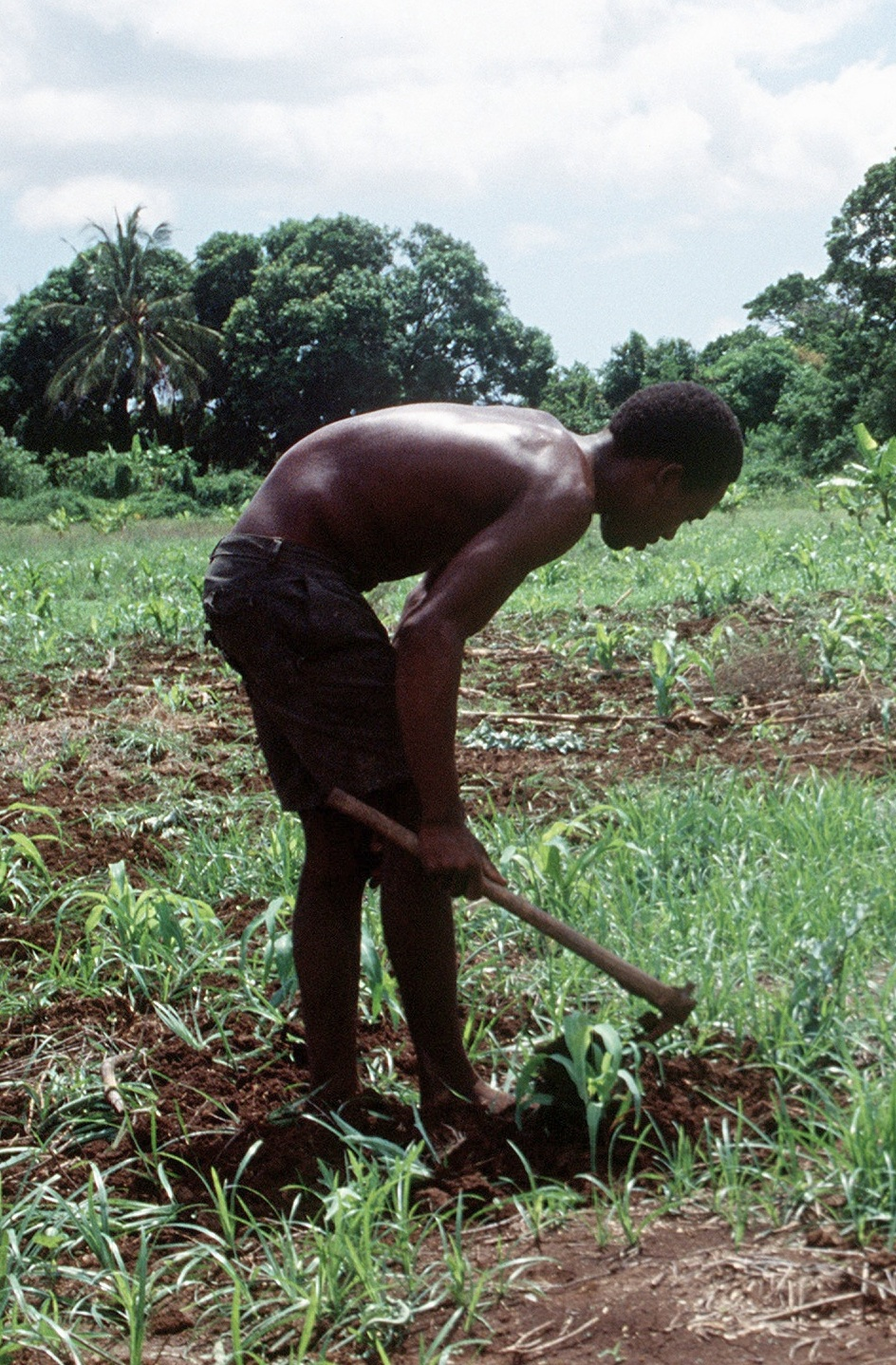
Банту, работающий на поле

Банту называют себя просто «банту», те, кто помнят своих предков в Восточной Африке, называют себя «шанбара», «шангама» или «вагоша». Те, чьи предки сами мигрировали на юг, называют себя «мушунгули».
Хотя некоторые банту стали говорить на сомалийском (или диалекте языка маай), большинство использует один из бантоидных (зигула, зигуа).
В отличие от сомалийцев, большинство из которых являются кочевыми скотоводами, банту занимаются натуральным сельским хозяйством. У банту более кудрявые волосы, сами они ниже ростом, темнее и с более выраженной мускулатурой.
Большинство банту приняло ислам, который начали исповедовать, чтобы избежать рабства. В колониальный период некоторые начали переходить в христианство. Несмотря на это, многие банту продолжают исповедовать анимистические верования предков, верить в одержимость, магию и проклятия, многие религиозные традиции походят на те, что исповедуют банту Танзании.
Многие банту сохранили древнюю социальную организацию, а племена, откуда они родом, служат социальной стратификации. Более тонкое разделение происходит на основе матрилинейного родства или согласно разделению при исполнении церемониальных танцев.
Некоторые банту старались вписаться в сомалийскую патрилинейную социальную стратификацию для обеспечения себе безопасности, их сомалийцы зовут «шигато» или «шигад», буквально «притворяющиеся»); среди самих банту такие люди также подвергаются насмешкам, хотя в целом гражданская война укрепила связи банту.
Браки между банту и сомалийцами крайне редки, а дети, рождённые в смешанных союзах, обычно подвергаются остракизму.

### После 1991 года
Во время гражданской войны в Сомали многие банту были вынуждены покинуть свои дома в низовьях Джубы из-за боевиков-сомали Банту, отличающиеся внешне от остального населения и почти не имевшие оружия, становились жертвами насилия и грабежей, осуществлявшихся вооруженными боевиками.
Спасаясь от голода, тысячи банту отправились в лагеря беженцев, например, Дадааб в Кении, большинство не планирует возвращаться. В 2002 году Международная организация по миграции (МОМ) переселила беженцев-банту на 1500 км на северо-восток для обеспечения их безопасности.

### Переселение в США

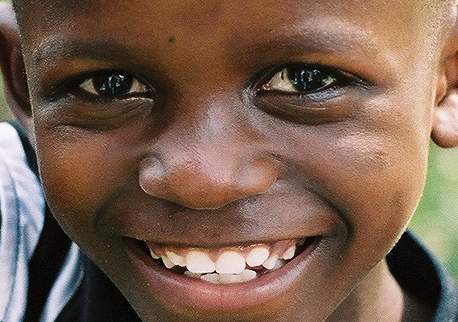
Мальчик-беженец во Флориде

В 1999 году США сделало банту из Сомали приоритетным направлением; Госдепартамент предложил план перерасселения банту в США. В 2003 году первые банту начали переезжать в США, и к 2007 году число переселенцев равнялось 13 000.
Около тысячи банту были перевезены в Солт-Лейк-Сити, примерно столько же — в Денвер, Сан-Антонио и Тусон. Первоначальные идеи по расселению банту в мелких городах были отброшены из-за протестов местного населения. Известны случаи расселения банту в городах, где уже находятся множество сомалийцев, Миннеаполис—Сент-Пол, Колумбус, Атланта, Сан-Диего, Бостон, Сиэтл, около тысячи банту живёт в Льюистоне. Переселению банту посвящён фильм Rain in a Dry Land.

### Возвращение на земли предков
До переселения в США предпринимались попытки по возвращению банту на земли их предков в юго-восточной части Африки, и среди самих банту это часто желательный сценарий; многие уходят из лагерей беженцев в Танзанию.
Изначально Танзания поддерживала данную инициативу, однако UNHCR не предоставляет никакой помощи и социальных гарантий правительству, кроме того, начался поток беженцев из Руанды, всё это заставило Танзанию отозвать предложение о расселении банту.
Мозамбик, другая прародина банту, также отказалась от переселения их на свои территории, узнав об инициативе США, ссылаясь на недостаток ресурсов и возможную политическую нестабильность.
К концу 2000-х годов ситуация в Танзании улучшилась: банту начали выдавать гражданство.